# 清远电厂铁路专用线
清远电厂铁路专用线，是国家能源集团广东清远电厂配套的铁路专用线，位于中国广东省清远市英德市。

## 历史
- 2022年6月2日，清远电厂铁路专用线螺田大桥暨跨京广铁路大桥4号主桥墩桩基同期开工，标志着铁路专用线控制性工程正式开工建设[1][2]。
- 2022年10月24日，清远电厂铁路专用线开始桥梁上部结构施工[3]。
- 2022年12月19日，清远电厂铁路专用线鸡嘴山隧道全线贯通[4]。
- 2023年3月24日，清远电厂铁路专用线跨京广铁路桥完成转体[5]。
- 2023年6月30日，清远电厂铁路专用线冬瓜铺站站改施工顺利完成[6]。
- 2023年8月25日，清远电厂铁路专用线试通车[7]。
- 2023年10月22日，清远电厂铁路专用线正式开通[8]。

## 线路
清远电厂铁路专用线，从冬瓜铺站出发，沿京广上行正线西侧北行，上跨京广上、下行正线及240国道，抵达清远电厂（企业站）。该铁路全长9.44千米，设有车站2座（含冬瓜铺接轨站）、桥梁5座、隧道1座。